# ميناء داخلي

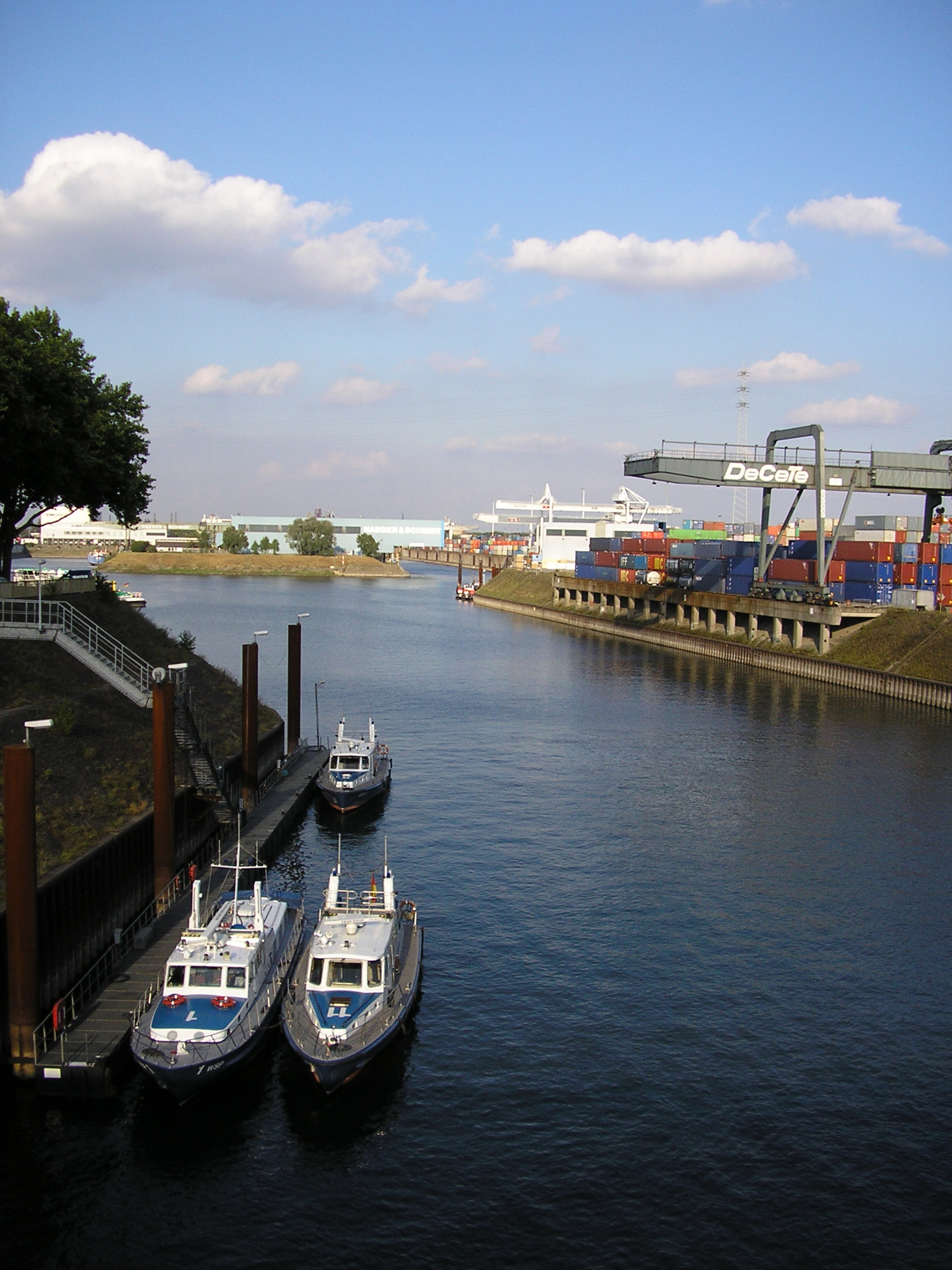
ميناء دويسبورغ الداخلي، أكبر ميناء داخلي في العالم.

الميناء الداخلي عبارة عن ميناء على ممر مائي داخلي، مثل النهر أو البحيرة أو القناة، والتي قد تكون مرتبطة أو لا تتصل بالمحيط. ويستخدم مصطلح «الميناء الداخلي» أيضاً للإشارة إلى ميناء جاف، وهو امتداد داخلي لميناء بحري، عادة ما يكون مرتبطاً بالسكك الحديدية إلى الأرصفة.